# Vestes

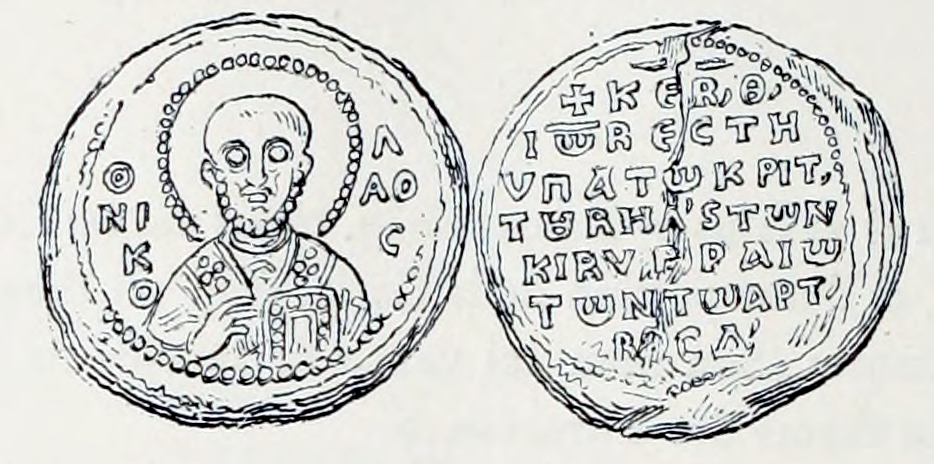
Sello de Juan Artabasdos, vestes, hypatus, krites del velon y de los Cibirreotas.

Vestēs (En griego: βέστης) era un título de la corte bizantina utilizado en los siglos X y XI.
El término está etimológicamente relacionado con el vestiarion, el guardarropa imperial, pero a pesar de los intentos anteriores de conectar el vestai y el título relacionado de vestarchēs, el jefe de la clase del vestai, con los funcionarios del vestiarion (cf. Bréhier), no parece haber existido tal relación.
El título se atestigua por primera vez para el reinado del emperador Juan I Tzimisces (r. 969-976), cuando fue poseído por Nicéforo Focas, hijo del kouropalatēs Leo Focas. El título permaneció alto en la jerarquía imperial bizantina durante la mayor parte del siglo XI, combinándose a menudo con el título de magistros y concediéndose a generales prominentes, entre otros a Isaac Comneno (emperador bizantino en 1057-1059) cuando era stratopedarchēs de Oriente, Leo Tornikios y Nicéforo Botaniates (emperador bizantino en 1078-1081) durante su mandato como doux de Edesa y Antioquía. El Escorial Taktikon, una lista de oficios y títulos de la corte y su precedencia compilada en el decenio de 970, distingue entre el vestai "barbudo" (barbatoi), que también tenía los títulos de patrikios o magistros, y el vestai eunuco (ektomiai), que tenía el título de praipositos.
Al igual que con otros títulos, el prestigio de los vestēs declinó hacia finales del siglo XI, cuando se atestigua que está en manos de funcionarios de menor rango. Para contrarrestar esta devaluación, el título superior de prōtovestēs (en griego: πρωτοβέστης, "primer vestēs") apareció al mismo tiempo. Sin embargo, ambos títulos no parecen haber sobrevivido al reinado del emperador Alejo I Comneno (r. 1081-1118).